# يوتربوغ
يوتربورغ (بالألمانية: Jüterbog) هي مدينة و بلدة ألمانية تقع في ألمانيا في براندنبورغ.[بحاجة لمصدر] يقدر عدد سكانها بـ 13,075 نسمة .

## المدن التوأمة
مدن فالدبرول و آسلار هي مدن توأمة لـيوتربورغ.

## أعلام
- يوهان فريدريك فون براندت
- كورت كروغر
- هانز بيتر هالفاكس
- فريدريش هاين جوتلوب
- كارل فريدريك فليمنيغ